# Ljuljačka (Fragonard)
Ljuljačka (francuski: L'Escarpolette), izvornog naziva Sretne nezgode na ljuljački (Les Hasards Heureux de l'Escarpolette) je slavno ulje na platnu i najslavnije djelo rokoko slikara Jean-Honoréa Fragonarda (1732. – 1806.). Ovu sliku je uvelike cijenila umjetnička kritika njegovog doba, poput najslavnijeg kritičara Denisa Diderota i u to vrijeme je njegovo slikarstvo povezivano s lascivnim spolnim izražavanjem koje graniči s pornografijom.
God. 1756., nakon što je osvojio prestižnu nagradu Prix de Rome (nagrada kojom je umjetnik ostvarivao poduži boravak i studiranje u Italiji) Fragonard se pobunio protiv akademskog obrazovanja koje je stekao u Francuskoj i okrenuo se portretiranju života talijanskog seoskog krajolika. Njegovi pasteli i uljene slike mladih lijepih žena u raskošnim interijerima, južnjački krajolici sredozemnih formalnih vrtova, poput onog prikazanog na slici „Ljuljačka”, istačkani su čempresima, zasadima naranči i skulpturama, načinili su od njega vrhovnog predstavnika kasnog rokoko slikarstva.
Sama slika prikazuje djevojku na ljuljački koju kriomice iz grmlja promatra mladić, dok ju ljulja stariji muškarac, vjerojatno muž, koji je gotovo potpuno u sjeni, nesvjestan ljubavnika u grmlju. Djevojka je prikazana na vrhuncu klatnje pri čemu dopušta da joj se haljina podigne pružajući ljubavniku pogled ispod nje, dok u istom trenu zbacuje svoju cipelu prema skulpturi Kupida i okreće leđa dvjema anđeoskim skulpturama kerubina koji se nalaze pored njezina muža. Djevojka ironično na glavi nosi šešir bergère (pastirski šešir), koji se inače poistovjećivao s vrlinama jer su pastirke obično živjele u prirodi te tako bivale pošteđene gradskih iskušenja.
Ovakav način „nonšalantnog” slikanja otvoreno su kritizirali filozofi prosvjetiteljstva koji su zahtijevali ozbiljniju umjetnost koja će prikazivati ljudsku plemenitost. Usprkos tomu, upravo zahvaljujući ovoj slici Fragonard je ostvario veliki profesionalni uspjeh, sve do promjene političke klime u Francuskoj koncem 1770-ih i 1780-ih.
Fragonard je izgradio reputaciju brzog slikanja skica koju je vješto iskoristio na razgranoj, ružićasto putenoj i uzbudljivo zločestoj slici „Ljuljačka”. Slikar je nastavio eksperimentirati sa sobodnim potezima kista i uporabom boja poput šafrana, tirkiza, vermiliona, ružićaste i zagasito smeđe mjesto crne, koje se mogu vidjeti i na ovoj slici. Njegov originalan način slikanja uljenim bojama, koje se često uspoređuju s impresionističkim, u dvadesetom stoljeću je priznat kao izniman tehničar čija su nesvakidašnja pastozna djela privlačila umjetnike kao što su Claude Monet i Chaim Soutine.

## Vanjske poveznice
- Službene stranice Kolekcije Wallace (engl.)
- Analiza i kritika slike „Ljuljačka” (engl.)